# Jessé, David et Salomon
Jessé, David et Salomon est une fresque de Michel-Ange réalisée sur une lunette  vers 1511-1512, laquelle partie de la décoration des murs de la  chapelle Sixtine dans les musées du Vatican à Rome. Elle a été réalisée dans le cadre des travaux de décoration de la voûte, commandés par Jules II.

## Histoire
Les lunettes, qui contiennent la série des Ancêtres du Christ, ont été réalisées, comme le reste des fresques de la voûte, en deux phases, à partir du mur du fond, en face de l'autel. Les derniers épisodes, d'un point de vue chronologique, des Histoires ont donc été les premiers à être peints. À l'été 1511, la première moitié de la chapelle devait être achevée, nécessitant le démontage de l'échafaudage et sa reconstruction dans l'autre moitié. La deuxième phase, qui a débuté en octobre 1511, s'est terminée un an plus tard, juste à temps pour le dévoilement de l'œuvre la veille de la Toussaint 1512.
Parmi les parties les plus noircies de la décoration de la chapelle, les lunettes ont été restaurées avec des résultats étonnants en 1986.
La fresque de Jessé, David et Salomon est probablement la onzième à être peinte par Michel-Ange, la troisième après le remontage de l'échafaudage en bois.

## Description et style
Les fresques des lunettes suivent la généalogie du Christ à partir de l'Évangile selon Matthieu. Jessé, le roi David et Salomon sont représentés dans la deuxième lunette du mur gauche à partir de l'autel ; l'un des trois personnages, mais on ne sait pas exactement lequel, est représenté dans le groupe familial du voûtain au-dessus.
Elle est organisée avec un groupe de personnages sur chaque moitié, autour du cartouche central avec les noms des protagonistes écrits en capitales romaines : « IESSE / DAVID / SALOMON  ». Dans les lunettes de la deuxième partie du chantier, la plaque a une forme simplifiée, sur l'insistance du pape qui voulait une conclusion rapide des travaux.
La couleur de fond de ces scènes est également différente, plus claire, avec des figures plus grandes et une exécution plus rapide et plus fluide. L'agrandissement des proportions est un dispositif optique, conçu pour ceux qui se déplacent dans la chapelle de la porte à l'autel (comme dans les processions solennelles), qui amplifie de façon illusionniste la taille de l'espace.
Le personnage de gauche est traditionnellement identifié comme le roi David, avec un enfant à la tête voilée derrière lui identifié comme le roi Salomon, en train d'offrir une sorte de petit plateau rituel. La femme à droite serait Bethsabée et donc Jessé figurerait dans le voûtain au-dessus, peut-être l'enfant représenté avec ses parents.
David est assis sur le côté, mais avec sa tête et son torse tournés frontalement vers le spectateur, et son bassin et ses jambes légèrement obliques. Cette pose met en évidence sa force physique et son sens de la domination, tout comme sa coiffe voyante, tandis que les figures de son fils et de la femme apparaissent, en revanche, respectivement minuscule et légèrement courbe. La robe de David est de style oriental, avec un capuchon vert qui tombe sur les épaules, une robe rose et un manteau jaune sur les jambes. Ses bras sont croisés et de sa puissante main gauche, il tient un long drap blanc, peut-être aussi lié à un rituel. Les ombres de sa draperie sont très fortes et projettent la silhouette au premier plan. Le visage, partiellement ombragé par le capuchon, est fortement concentré et semble grimacer. La barbe et la moustache sont peintes avec quelques coups de pinceau, décisifs et efficaces.
La femme de droite a des nuances plus sévères dans ses vêtements, avec un violet qui devient très foncé dans les jambes dans l'ombre, une ceinture verte, une chemise blanche et un voile sur la tête. Les seules notes vives sont le tissu jaune suspendu au-dessus du siège et les chaussures rouges. Son visage est soigneusement modelé, avec une charge expressive donnée par les signes de l'âge et une attitude sérieuse et mélancolique, visant exclusivement le travail au rouet. Une main tient une pelote de laine, tandis que l'autre fait tourner l'instrument esquissé rapidement, avec un sens indéfini qui semble suggérer le mouvement de rotation.

Détails.
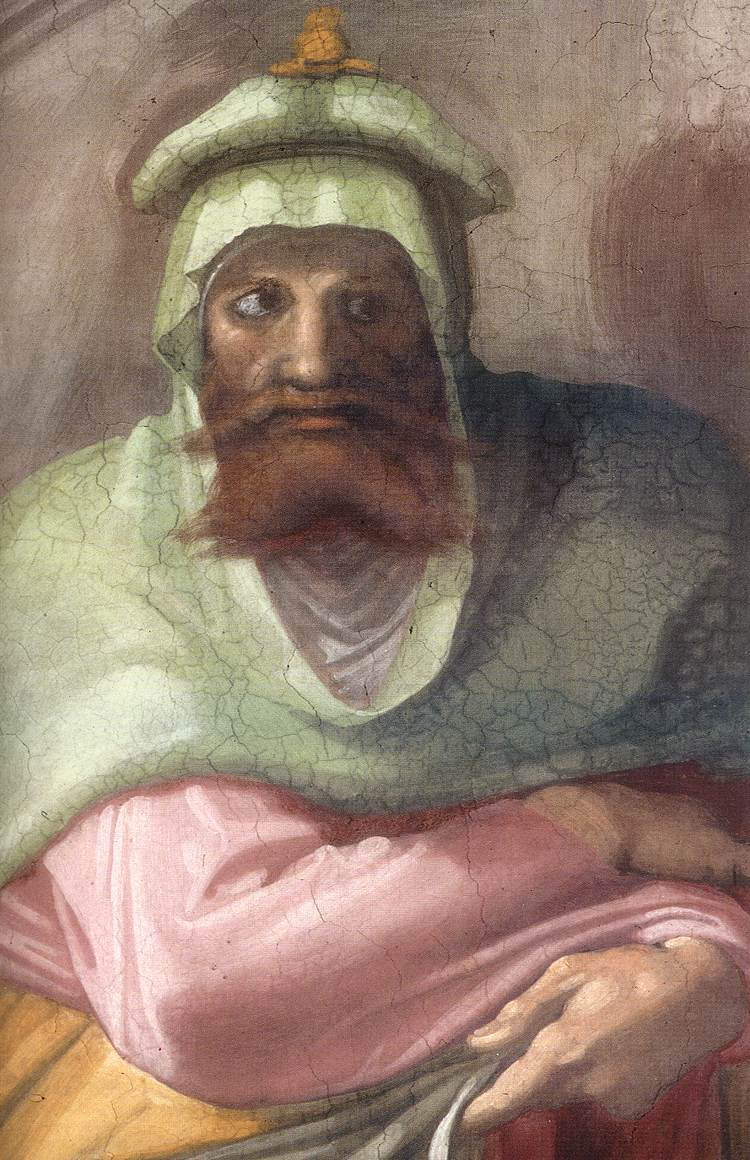
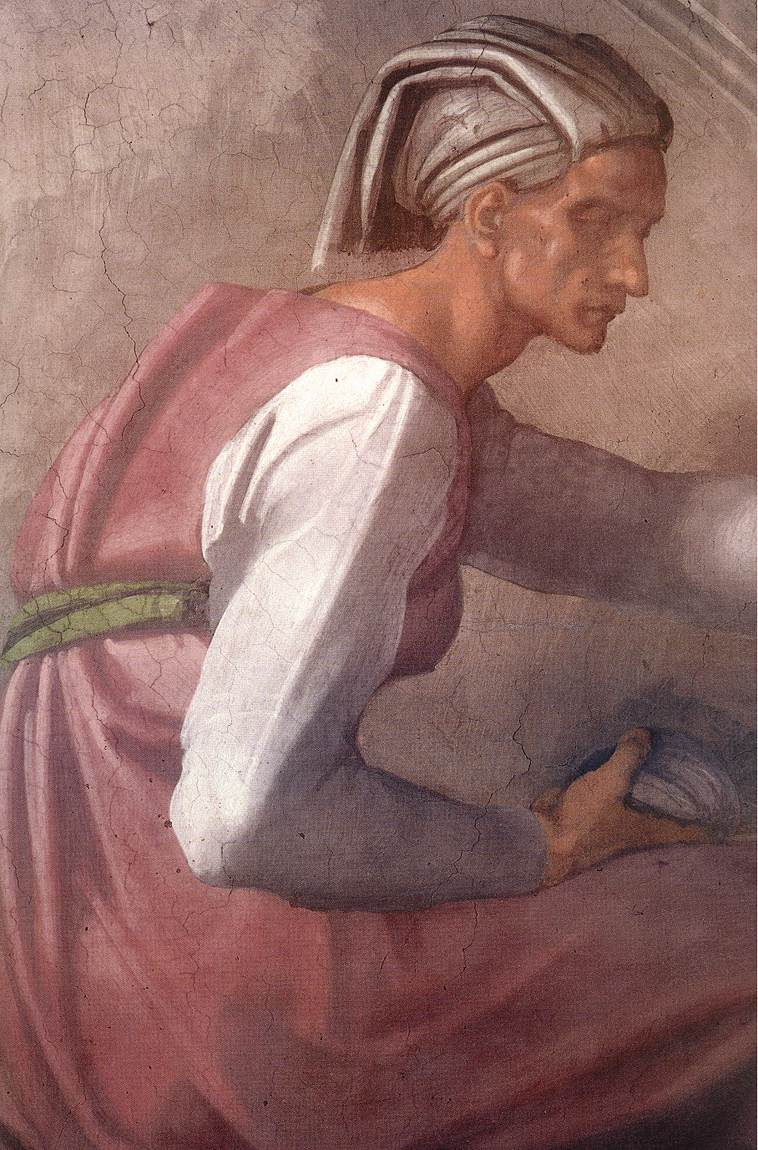